# Vřesina (powiat Ostrawa)
Vřesina – wieś gminna i gmina w powiecie Ostrawa-miasto, w kraju morawsko-śląskim, w Czechach. Liczba mieszkańców wynosi 2729, a powierzchnia 8,65 km². 
Miejscowość położona jest na Śląsku Opawskim. Od strony północnej i wschodniej sąsiaduje z Ostrawą, na południu z Klimkovicami, na zachodzie z Čavisovem.
Do 31 grudnia 2006 roku miejscowość wchodziła w skład powiatu Nowy Jiczyn, 1 stycznia 2007 została objęta rozszerzonym powiatem Ostrawa-miasto.
Pierwsza wzmianka pochodzi z 1377 roku. W 1869 wieś liczyła 545 mieszkańców, w 1921 826, a w 1970 1803.

## Przypisy

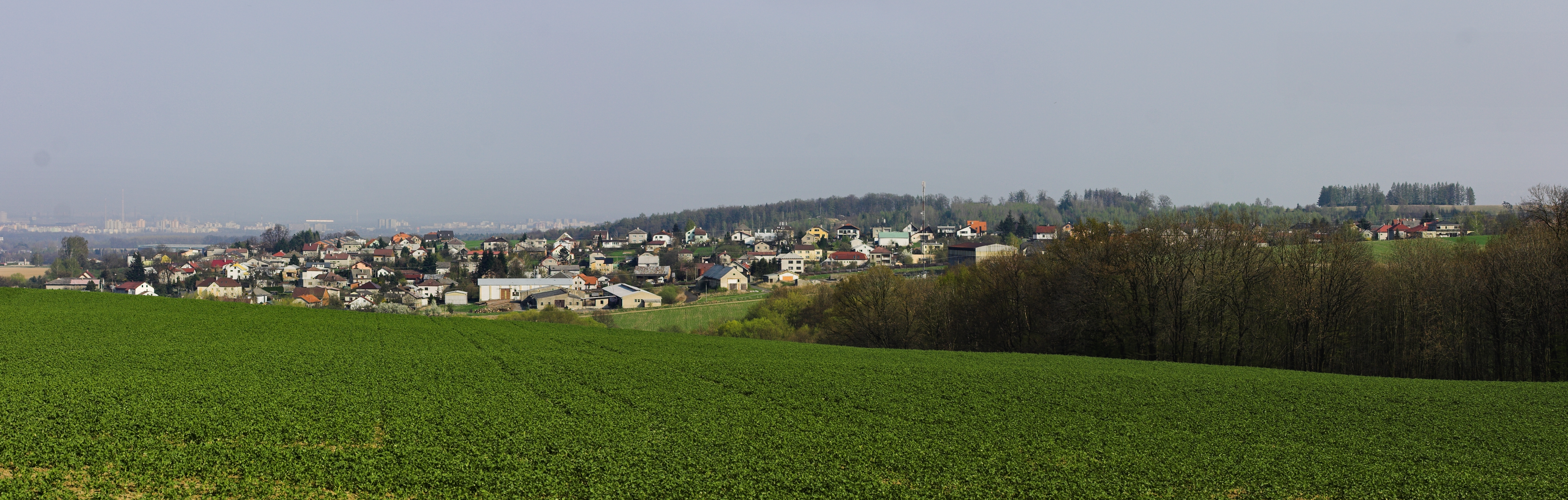
Panoramiczny widok na południową i centralną część wsi (po lewej). Po prawej w tle części miasta Ostrawy: Zábřeh i Výškovice